# George Moore
George Bissland Moore (St. Louis (Missouri), 6 de outubro de 1918 - 4 de julho de 2014) foi um pentatleta e coronel estadunidense. 

## Carreira
George Moore representou seu país nos Jogos Olímpicos de 1948, na qual conquistou a medalha de prata, no individual, em 1932. 